# 終末的伊澤塔
《終末的伊澤塔》是一部由藤森雅也执导，亚细亚堂制作的原創動畫，于2016年10月1日在AT-X首播。《伊泽塔》于2016年6月24日正式發表，並公開宣傳影片及官方網站，但並未提及製作團隊及聲優。直至同年9月2日，官方才首次公開本作的製作團隊及聲優名單等資訊。
本作是藤森雅也第一次执导的长篇动画，在此之前也有不少动画制作的经验。本片的角色原案由被认为与abec同一人的BUNBUN设计，角色设计、总作画监督则为山下祐，Abec与山下祐皆与《刀剑神域》的制作有关联。山下祐一贯负责任的在动画制作过程中般保持人物设计出的形象。作为动作作画监督的竹内哲也所擅长表现的烟雾、物体碎片和枪支也是《伊泽塔》中常见的构成元素。受出资方制片人的要求，在配乐方面启用了未知瑠。

## 劇情介紹
公元1939年9月1日，架空的二战欧洲，专制国家日耳曼尼亞掀起了战争，并很快侵占了欧洲大片领土。公元1940年，为配合非洲的戰事，日耳曼尼亞向南侵略，开始威胁阿尔卑斯山山麓的小国埃爾施塔特公國。为抗击侵略，当时的公女菲涅代表大公秘密前往中立国维斯特里亚与不列颠尼亚外相瑞德弗德会面，争取与不列颠建立同盟。
但因公国战事的爆发使得谈判未果，菲涅也被突然闯入的日耳曼尼亞军逮捕。随后菲涅与魔女伊泽塔相遇，伊泽塔是世界上最后在世的魔女，幼时便与菲涅相识。伊泽塔就帮助了菲涅安全回国。在了解当时时局后伊泽塔打算用她的魔法守卫公国。于是在魔法的介入下日耳曼尼亞的侵略计划受阻并打乱。隨後公国大公逝世，菲涅继承王位。伊泽塔同时透露魔女的魔力源自地脉，只有在地脉密度较高之地才能发挥力量。在见识到魔法的力量下，日耳曼尼亞秘密开展了找寻魔女的新计划，并找到了曾經与公国结怨的白色魔女佐菲的骸骨。公国也相应的展開了宣传魔女魔法的计划，希望通过魔法的强大震慑日耳曼尼亞。伊泽塔的魔法事迹于是向全世界進行传播。此时公国暂时恢复平静。
不久在诺斯王国召开了同盟国大会，借助伊泽塔击沉日耳曼尼亞航母龙岩的展示，菲涅赢得了与会成员的信任，来自亚特兰大合众国的大使也向总统发电报请求出兵欧洲同時消灭日耳曼尼亞與埃爾施塔特。但同时因为魔法的强大使得人们既惊叹于魔法也产生了恐惧。在击沉航母时地脉的秘密也被日耳曼尼亞得知。日耳曼尼亞加快了进度，透过克隆技术将佐菲复活。并透过伊泽塔的血液唤醒了佐菲的意识。另一方面日耳曼尼亞秘密获取了可吸收地脉能量的半块魔石。但它的使用会减损寿命。一番准备后日耳曼尼亞卷土重来，伊泽塔与佐菲爆发战斗。因魔石的助力伊泽塔被佐菲击败。随后日耳曼尼亞攻占了公国首都，不久公国沦陷。菲涅与大臣逃往阿尔卑斯山藏匿，并奋力救回了伊泽塔。伊泽塔苏醒后，公国方齐克拿出了另半块魔石，伊泽塔为守卫公国接受了魔石。后來菲涅從投誠的貝格曼得知，日耳曼尼亞利用魔女的力量研发了类似核武器的戰略兵器，打算摧毁公国以威脅同盟國。但戰略兵器仍需要依靠地脉和佐菲的力量控制。
为阻止这场悲剧，带着魔石的伊泽塔再次跟佐菲爆发战斗。伊泽塔已和菲涅商量好，透过吸收欧洲的地脉能量使得魔法不再存在于欧洲，而菲涅赴维斯特里亚将她们的計畫告诉同盟国。这也是伊泽塔提出的作战策略。最终佐菲因身體是複製體而无法承受过多的地脉能量聚集而死亡，伊泽塔虽然活了下来但落下双腿残疾，魔法从此在欧洲消失。此后亚特兰大合众国与伏尔加联邦两路出兵日耳曼尼亞。日耳曼尼亞皇帝自尽、帝国覆灭、欧洲最终恢复和平，此后菲涅致力于维护世界和平，伊泽塔则在幼时与菲涅相遇之地静养，菲涅不时会来看望伊泽塔。
- 远眺奥地利因斯布鲁克，为剧中公国首都原形[4]
- 第三话中战争爆发地点的奥地利福拉尔贝格州库门贝格山[4]
- 第一话与英国外相会谈判的苏黎世歌剧院[4]

## 登場人物

### 主要人物
伊澤塔（Izetta，聲：茜屋日海夏）
生日：1925年10月6日。
祖先世代皆會承繼不可思議力量的魔女一族後裔，也是世界上最后在世的魔女。當手部接觸無機物後便會賦予魔力並能自由操縱。複數無機物的操縱也是可能的。正因自己魔女的身份，自幼便跟隨祖母於歐洲各地旅居。如果去掉魔女的身份，伊泽塔给人留下朴实、内心善良的形象。虽然略显天真，做起事来也干劲十足。童年時曾經和菲涅偶遇，因一次事件中受到菲涅的保护而对她产生了崇敬之情。两人也结为了朋友，并对菲涅有著深厚而复杂的情感（包含愛情）。可以说为了菲涅，伊泽塔愿意付出一切。
菲涅（Finé，聲：早見沙織）
本名為 奧特菲涅·弗雷德里克·馮·埃爾施塔特（Ortfiné "Finé" Fredericka von Eylstadt）。
埃爾施塔特公國元首魯道夫三世的獨生女及繼承者。自小聰明又溫柔，得到国民的愛戴，自己认为她是依靠民众的愛而活下来的，勤于政务，致力于创造一个人人都有选择的和平世界。“Finé”一词有“最后、結束”的意思。菲涅给人留下坚强和果断的形象。同样地她对伊泽塔有深厚而复杂的情感（包含愛情）。在幼时保护过伊泽塔致使腹部留下了旧伤。每次遇到大事时会与伊泽塔进行商量讨论，平等的对待着伊泽塔。

### 埃爾施塔特公國
畢安卡（Bianca，聲：內田彩）
埃爾施塔特大公家直轄近衛兵的隊長，負責保護菲涅。階級為中校。
對里克特有好感，但發現他是日耳曼尼亞帝國的間諜後，親手開槍射殺他。
蘿特（Lotte，聲：東山奈央）
菲涅的女僕。
艾爾薇拉（Elvira，聲：花澤香菜）
菲涅的專屬家庭教師。曾經在亞特蘭大合眾國的新聞社及廣播電台工作的才女。
齊克（Sieg，聲：高橋廣樹）
埃爾施塔特大公輔助官之一。出身於世代服務大公的家系。
為了國家的存亡進而守住魔女的秘密，不惜將非正式知情者滅口。
結局在維斯特里亞為掩護菲涅前住會議而引開敵人時，碰上和親手殺死的尤納斯的容貌相似的日耳曼尼亞兵，心生愧疚而露出破綻被殺。
漢斯（Hans，聲：KENN）
埃爾施塔特軍的年輕少校。
托比亞斯（Tobias，聲：間島淳司）
隸屬埃爾施塔特軍，負責保護菲涅。階級為軍曹。
赫爾曼（Helman，聲：置鲇龍太郎）
隸屬埃爾施塔特軍，負責保護菲涅。階級為上尉。
尤纳斯（Jonas，聲：遠藤広之）
隸屬埃爾施塔特步兵小队，階級為二等兵。
打水時倒楣聽到伊澤塔的秘密，被帝國的間諜抓住差點說出口，齊克以守護祖國之意射殺身亡。

### 日耳曼尼亞帝國
貝格曼（Belkman，聲：諏訪部順一）
日耳曼尼亞帝國少校，隸屬主要負責諜報活動及特殊作戰的特務部隊。
擁有相當優越的頭腦，看出魔女的力量是有缺陷的。
後來因為功高震主被皇帝下達追殺令滅口而叛逃到公國。
準備叛逃去同盟國時被巴斯勒擊盲右眼。
里克特（Ricket，聲：花江夏樹）
日耳曼尼亞帝國少尉，隸屬帝國的特務部隊，貝爾克曼的下屬，自願潛入埃爾施塔特公國。
對畢安卡有好感，被發現是間諜後，為了不出賣帝國誘使她親手射殺自己。
哥爾茲（Görtz，聲：遊佐浩二）
日耳曼尼亞帝國中尉，隸屬帝國親衛隊。
巴斯勒（Bassler，聲：細谷佳正）
日耳曼尼亞帝國上尉，帝國空軍的王牌飛行員。駕駛飛機為梅塞施密特Bf 109。
後來調任成為貝格曼的特務部隊的特工，進行狩獵伊澤塔的任務。
戰爭後期恢復戰鬥機機師身份再赴戰場。
奧圖（Otto，聲：山寺宏一）
日耳曼尼亞帝國的皇帝，影射德皇威廉二世和元首希特勒。對魔女的事相當感興趣，試圖用魔女征服全世界。
戰爭後期戰事節節敗退，最後在皇宮地堡選擇舉槍自殺。

### 不列颠尼亞王國
瑞德弗德（聲：星野充昭）
不列颠尼亞的外交大臣，代表本國王子與菲涅公主秘密交談。

### 其他
伊澤塔的祖母（聲：平野文）
伊澤塔的祖母，伊澤塔年幼时随其一同在欧洲各地流居，吩咐過伊澤塔絕不可成為像白色魔女一樣的存在。
白色魔女（聲：雨宮天）
傳說中的魔女，真名「佐菲」，曾經守護過埃爾施塔特公國，伊澤塔的祖母曾說過她是背叛的魔女。
後來被日耳曼尼亞的科學家找到她的遺體，並利用克隆技術令她「復活」，並對過去出賣她的祖國展開復仇。
她被背叛的理由是因為歐洲各國和羅馬教廷恐懼佐菲的力量，威脅公國發動戰爭，先王因為不想公國生靈塗炭而忍痛將佐菲處死。

## 本作用語
埃爾施塔特公國
本作的主要舞台，現實世界位於奧地利西部與列支敦斯登，主要產業是精密機械工業。
日耳曼尼亞帝國
相當於現實世界的納粹德國及德意志帝國 (軍事装備: 納粹德國，皇室政府: 德意志帝國)，為了掌握歐洲的霸權、對周遭的國家行使侵略。
不列颠尼亞王國
相當於現實世界的英國，與特麗米德爾一同對日耳曼尼亞宣戰。
特麗米德爾王國
相當於現實世界的法蘭西第三共和國(名字源自法語的「熱月」)，與不列颠尼亞一同對日耳曼尼亞宣戰。
維斯特里亞中立國
相當於現實世界的瑞士，日耳曼尼亞對該國公開的活動加以干涉。
亞特蘭大合眾國
相當於現實世界的美國，對日耳曼尼亞通報如果跨海過來，就全面性參戰。
伏爾加聯邦
相當於現實世界的蘇聯，與日耳曼尼亞簽約互不侵犯條約。

## 電視動畫

### 製作人員
- 導演：藤森雅也
- 助導演：根岸宏樹
- 劇本統籌：吉野弘幸
- 角色原案：BUNBUN
- 角色設計、總作畫監督：山下祐
- 道具設計：宮川治雄
- 動作作畫監督：竹内哲也
- 武器、機械作畫監督：東賢太郎
- 軍事指導：月刊PANZER、和泉貴志、柘植優介
- 美術：GREEN
- 美術指導：佐藤歩
- 色彩設計：茂木孝浩、大塚奈津子
- 攝影指導：佐藤哲平
- CG指導：井野元英二
- CG制作：Orange（日语：オレンジ (アニメ制作会社)）
- 編輯：西山茂
- 音響指導：長崎行男
- 音樂：未知瑠
- 音樂制作：Flying DOG
- 音樂製作人：福田正夫、三好大雅
- 製作人：田坂秀將、礒谷徳知、池田英世、伊藤將生、武冨悦彦、兼光一博、曽根孝治、甲斐健太郎、鵜飼利恵
- 動畫製作人：山口達也、小澤慎一朗
- 動畫制作：亞細亞堂
- 製作：終末的伊澤塔製作委員會（松竹、亞細亞堂、Wargaming Japan、Flying DOG、JTB娛樂、i0plus、旭Production、Ray Corporation、TOKYO MX）

### 主題曲
片頭曲「cross the line」
作詞：山本，作曲：IKUO，主唱：AKINO with bless4
第1話並未使用。
片尾曲
作詞：岩里祐穗，作曲：藤澤風緒，編曲：南田健吾，主唱：May'n
第3話並未使用。
插入曲
「魔笛」（第1話）
作曲：沃爾夫岡·阿瑪迪斯·莫扎特，編曲：未知瑠，主唱：東中千佳
「埃爾施塔特公国国歌」（第3話）
作詞：吉野弘幸，作曲、編曲：未知瑠

### 各話列表
| 話數   | 日德雙文標題 | 中文標題       | 劇本     | 分鏡               | 演出               | 作畫監督                                         |
| ------ | ------------ | -------------- | -------- | ------------------ | ------------------ | ------------------------------------------------ |
| 第1話  |              | 戰爭的開端     | 吉野弘幸 | 藤森雅也           | 根岸宏樹           | 山下祐、西岡夕樹                                 |
| 第2話  |              | 傷痕與槍聲     | 吉野弘幸 | 藤森雅也           | 加藤顯             | 西岡夕樹                                         |
| 第3話  |              | 破天之劍       | 吉野弘幸 | 藤森雅也           | 根岸宏樹           | 關根昌之、重田智                                 |
| 第4話  |              | 魔女的秘密     | 吉野弘幸 | 高橋知也           | 川崎芳樹           | 海谷敏久                                         |
| 第5話  |              | 虛假的奇跡     | 吉野弘幸 | 藤森雅也           | 矢吹勉             | 松尾信之                                         |
| 第6話  |              | 安穩的日子     | 吉野弘幸 |                    | 加藤顯             | 西岡夕樹                                         |
| 第7話  |              | 松恩峽灣海戰   | 吉野弘幸 | 藤森雅也           | 根岸宏樹           | 關根昌之                                         |
| 第8話  |              | 殘酷的童話     | 吉野弘幸 | 下司泰弘           | 鈴木拓磨           | 海谷敏久、山田勝哉、野崎麗子 前田義宏、谷口繁則  |
| 第9話  |              | 燃起的賽倫走廊 | 吉野弘幸 | 加瀬充子           | 加藤顕             | をがわいちろう、門智昭、Baek Yoen Joo            |
| 第10話 |              | 魔女的鐵鎚     | 吉野弘幸 | あきとし、藤森雅也 | 鈴木拓磨、曾根利幸 | 山下祐、西岡夕樹                                 |
| 第11話 |              | 菲涅           | 吉野弘幸 | 望月智充           | 加藤顕、小澤慎一郎 | 藤森雅也、中島裕一 Back Yoen Joo、をがわいちろう |
| 第12話 |              | 伊澤塔         | 吉野弘幸 | 藤森雅也           | 根岸宏樹           | 関根昌之、竹内哲也、藤森雅也 東堅太郎、竹内哲也  |

### 播放電視台
日本深夜動畫：下文記載的日本国内播放時間使用日本標準時間（UTC+9）表示。因為部分時間标识會採用30小时制，因此請留意这类超过24:00的时间，其實際播放時間為翌日清晨。
| 播放日期        | 播放时间（UTC+9）    | 播放电视台 | 播放地区 | 备注           |
| --------------- | -------------------- | ---------- | -------- | -------------- |
| 2016年10月1日 - | 星期六 23:00 - 23:30 | AT-X       | 日本全国 | 參加製作委員会 |
| 2016年10月2日 - | 星期六 25:30 - 26:00 | TOKYO MX   | 東京都   | 參加製作委員会 |
| 2016年10月3日 - | 星期一 23:30 - 24:00 | SUN电视台  | 兵库县   |                |
| 2016年10月7日 - | 星期四 25:30 - 26:00 | BS11       | 日本全国 | ANIME+深夜時段 |

### BD
| 卷數 | 發售日期       | 收錄話數        | 規格編號  | 封面人物 |
| ---- | -------------- | --------------- | --------- | -------- |
| 1    | 2016年12月21日 | 第1話 - 第2話   | SHBR-0404 | 伊澤塔   |
| 2    | 2017年1月25日  | 第3話 - 第4話   | SHBR-0405 | 菲涅     |
| 3    | 2017年2月22日  | 第5話 - 第6話   | SHBR-0406 | 畢安卡   |
| 4    | 2017年3月29日  | 第7話 - 第8話   | SHBR-0407 | 蘿特     |
| 5    | 2017年4月26日  | 第9話 - 第10話  | SHBR-0408 | 艾爾薇拉 |
| 6    | 2017年5月24日  | 第11話 - 第12話 | SHBR-0409 | 佐菲     |

## 外部連結
- 《終末的伊澤塔》官方網站 （页面存档备份，存于） （日語）
- 《終末的伊澤塔》的X（前Twitter） （日語）